# Договори от Осло
Договорите/ Споразуменията от Осло (на английски: Oslo Accords) са две временни споразумения между Израел и Организацията за освобождение на Палестина (ООП): Споразумението от Осло I, подписано във Вашингтон, окръг Колумбия, през 1993 г. , и Споразумението от Осло II, подписано в Таба, Египет, през 1995 г. Те поставят началото на Процесът Осло -  процес, целящ постигането на мирен договор въз основа на Резолюция 242 и Резолюция 338 на Съвета за сигурност на ООН. Процесът Осло започва след тайни преговори в Осло, Норвегия, в резултат на които ООП признава Израел и Израел признава ООП като представител на палестинския народ и като партньор в двустранните преговори.
Сред забележителните резултати от Споразуменията от Осло е създаването на Палестинската автономия, която е натоварена с отговорността да осъществява ограничено палестинско самоуправление в части от Западния бряг и ивицата Газа. Друго постижение международното признаване на ООП като партньор на Израел в преговорите за постоянен статут по всички останали въпроси, свързани с израелско-палестинския конфликт. Двустранният диалог произтича от въпросите, свързани с международната граница между Израел и бъдещата палестинска държава: преговорите по тази тема са съсредоточени върху израелските селища, статута на Йерусалим, запазването на контрола на Израел върху сигурността след установяването на Палестинска автономия и палестинското право на завръщане. Със Споразуменията от Осло не се създава окончателно Палестинска държава.
От друга страна, голяма част от палестинското население, включително различни палестински военни групи, се противопоставя категорично на Споразуменията от Осло; палестинско-американският философ Едуард Саид ги описва като "Палестинския Версай". Мирният процес е поставен под напрежение заради събития като клането в Пещерата на патриарсите и самоубийствените атентати и нападения организирани от Хамас. Крайно десните израелци също се противопоставят на Споразуменията от Осло и в резултат на това Ицхак Рабин е убит през 1995 г. от израелски екстремист за това, че ги е подписал. Процесът от Осло приключва след неуспеха на срещата в Кемп Дейвид през 2000 г. и избухването на Втората интифада.

## Процесът Осло
Процесът от Осло е "мирният процес", започнал през 1993 г. с тайни преговори между Израел и ООП. Постигнати са редица споразумения, докато процесът Осло не приключва след провала на срещата в Кемп Дейвид през 2000 г. и избухването на Втората интифада.
По време на Втората интифада е представена "Карта" за постигане на мир, която изрично изисква двустранно съгласие от държавите и създаване на независима Палестинска държава. В крайна сметка обаче "Картата" не успява да доведе до постигане на поставените цели.

## Предистория
Споразуменията от Осло се основават на Споразуменията от Кемп Дейвид през 1978 г. и поради това имат значителна прилика с тях. В "Рамката за мир в Близкия изток" от Кемп Дейвид се предвижда автономия само за местните (палестински) жители на Западния бряг и Газа. По това време на Западния бряг (без Източен Йерусалим) живеят около 7400 заселници, а в Газа - около 500, като броят на жителите на Западния бряг бързо нараства. Тъй като Израел счита ООП за терористична организация, държавата отказва да разговаря с единствения представител на палестинския народ и вместо това Израел предпочита да преговаря с Египет и Йордания, както и с "избрани представители на жителите на Западния бряг и Газа".
Докато крайната цел в Кемп Дейвид е "мирен договор между Израел и Йордания, като се вземе предвид постигнатото споразумение за окончателния статут на Западния бряг и Газа", преговорите в Осло са пряко между Израел и ООП и целят сключване на мирен договор помежду им.
Споразуменията от Осло, както и Споразуменията от Кемп Дейвид от 1978 г., имат за цел да постигнат само временно споразумение, последвано от преговори за цялостно уреждане на отношения в рамките на пет години, но на 26 октомври 1994 г. е сключен мирният договор между Израел и Йордания без участието на палестинците.

## Партньори по време на воденето на преговори

### Взаимно признаване на страните
Преговорите могат да започнат само след като Израел приеме ООП за партньор. В писмата си за взаимно признаване от 9 септември 1993 г., дни преди подписването на Споразумението от Осло I, всяка от страните се съгласява да приеме другата като партньор за съответветните преговори. Израел призна ООП като "представител на палестинския народ" - нито повече, нито по-малко от това.

### Основни участници
Организация за освобождение на Палестина
- Ясер Арафат - лидер на ООП по време на мирния процес
- Ахмед Курей (известен още като Абу Ала)

Израел
- Йоси Бейлин
- Яир Хиршфелд
- Шимон Перес - министър на външните работи на Израел по време на мирния процес
- Рон Пундак
- Ицхак Рабин - израелски министър-председател по време на мирния процес
- Ури Савир - бивш генерален директор на израелското външно министерство, ръководител на израелския екип по време на преговорите

### Норвегия (в ролята на посредник)
- Ян Егеланд - заместник-министър на външните работи на Норвегия, осигурил политическо прикритие, условия и финанси за преговорите
- Йохан Йорген Холст - министър на външните работи на Норвегия по време на преговорите

Норвежки посредници по време на процеса:
- Terje Rød-Larsen
- Мона Юл